# بریهاسپاتی
بریهاسپاتی  (به سانسکریت: बृहस्पति ،Bṛhaspati)، خدای آتش در آئین هندو است. نام وی برای نخستین بار سه هزار سال پیش در ریگ ودا ظاهر شد.  بریهاسپاتی حکیمی نورانی و پاک (خالص) است که از اولین نور بزرگ زاده شده است. او حامل کمانی ویژه است که زه آن ارتا (به اوستایی ارته) یا نظم کیهانی است. 
دانش و شخصیت بریهاسپاتی مورد احترام است و همه ی دوا ها او را گورو یا معلم می دانند.
بریهاسپاتی گاهی با خدای بزرگ هندو آگنی یکی پنداشته می شود. گفته می شود او با تارا ازدواج کرده بود. در برخی از نوشته ها آمده است که تارا توسط چاندرا ربوده می شود.

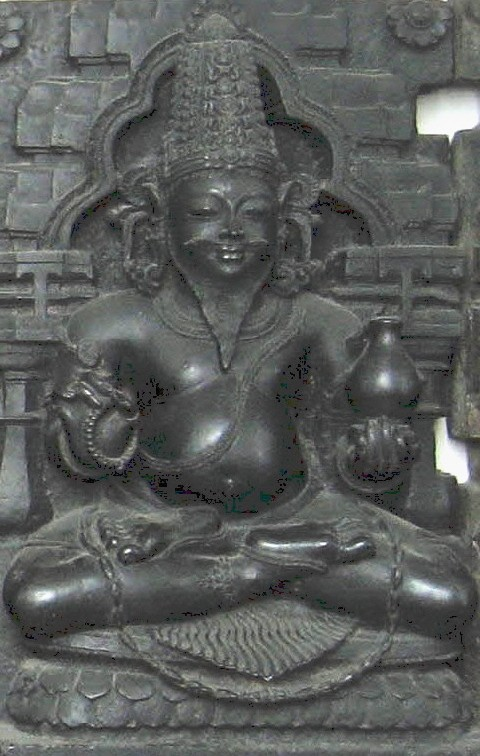
تندیسی از بریهاسپاتی

## منبع
1. ↑  Dalal, Roshen (2010). Hinduism: An Alphabetical Guide. ISBN 9780143414216.
2. ↑  ऋग्वेद: सूक्तं ४.५०, Wikisource (Sanskrit text of Rigveda)
3. ↑  Hervey De Witt Griswold (1971). The Religion of the Ṛigveda. Motilal Banarsidass. pp. 168–170. ISBN 978-81-208-0745-7.
4. ↑  George Mason Williams (2003). Handbook of Hindu Mythology. ABC-CLIO. p. 91. ISBN 978-1576071069. Retrieved 17 July 2015.